# Пап Олександр Германович
Олександр Германович Пап (19 червня (2 липня) 1910, Дашинка — 14 вересня 1979, Київ) — український вчений акушер-гінеколог, доктор медичних наук (з 1966 року), директор Київського науково-дослідного інституту педіатрії, акушерства та гінекології.

## Біографія
Народився 19 червня (2 липня) 1910 року в селі Дашинці (тепер Володарсько-Волинського району Житомирської області). У 1937 році закінчив Київський медичний інститут. Доктор медичних наук.
У 1941—1945 роках на фронтах радянсько-німецької війни в шпиталях Південно-Західного, а згодом 1-го Українського фронтів. У 1945—1951 та 1959—1979 роках — директор Київського науково-дослідного інституту педіатрії, акушерства та гінекології. У 1965 році захистив докторську дисертацію на тему «Токсоплазмоз у вагітних жінок».

Могила Олександра Папа

Помер 14 вересня 1979 року. Похований в Києві на Байковому кладовищі.

## Наукові праці
Опублікував понад 120 наукових праць, в тому числі шість монографій, присвячених питанням антенатальної охорони плоду, профілактики материнської та дитячої смертності при екстрагенітальній патології, раціонального харчування вагітних, наукової організації медичної допомоги матерям і дітям.

## Громадська діяльність
Був головою Українського товариства акушерів-гінекологів, заступником голови Всесоюзного товариства акушерів-гінекологів, головою проблемної комісії з екстрагенітальної патології вагітних і Української проблемної комісії з акушерства та гінекології.

## Нагороди
Нагороджений орденами Трудового Червоного Прапора, «Знак Пошани», почесною Грамотою Президії Верховної Ради УРСР.